# Даугавпилсская крепость

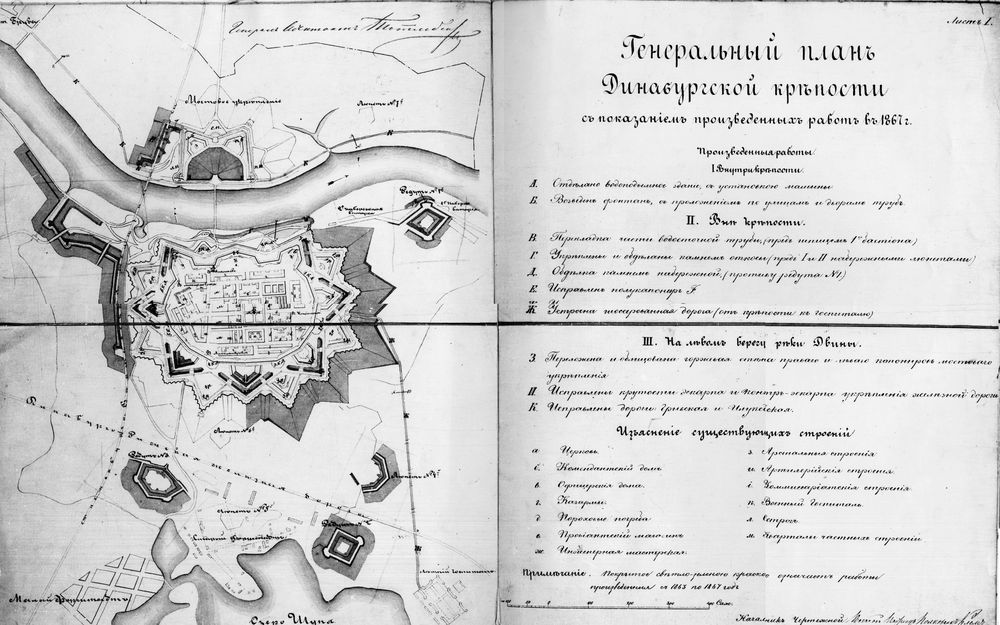
Генеральный план Динабургской крепости

Даугавпилсская, Динабургская или Двинская крепость (латыш. Daugavpils cietoksnis, Dinaburgas cietoksnis, в конце XIX — начале XX веков имела наименование Двинская крепость (тет-де-пон)) — фортификационное сооружение, расположенное по обоим берегам Западной Двины в городе Динабург, ныне Даугавпилс, Латвия.
Сейчас крепость памятник градостроительства и архитектуры государственного значения, номинирована на присвоение статуса объекта Всемирного наследия ЮНЕСКО.

## История

### XIX век
Строительство крепости было начато в 1810 году велением Государя Императора Александра I в преддверии войны с Наполеоном I с целью укрепления западной границы Российской империи. Руководил работами военный инженер-полковник Е. Ф. Гекель. 14 марта 1810 года было дано предписание инженер-полковнику Гекелю отправится из Риги для осмотра местности между устьем реки Друйки и городом Динабургом с целью определения лучшего места для заложения большой крепости. 10 мая инженер-полковник Гекель донёс Военному министру России, что он нашёл наивыгоднейшим для этого места город Динабург. Для нивелирования местности прибыла съёмочная партия офицеров, назначенных от инженерной экспедиции, резервный батальон Виленского мушкетерского полка и две пионерные роты Афанасьева и Ерофьева. Для проведения крепостных работ была спланирована поставка шанцевого инструмента из Москвы, выделение потребного количества людей и лошадей в распоряжение строителей крепости. Отданы распоряжения на доставку леса, дерна, чёрной земли для обеспечения потребностей крепостных работ. К 17 мая прибыли все резервные батальоны 4-й пехотной дивизии — 1 258 человек. К 23 июня Гекелем был разработан приблизительный проект крепостных работ. Для проведения строительных работ были отпущены скромные денежные средства в размере 30 000 рублей. По представленному 12 июля инженер-полковником Гекелем проекту полагалось построить главную крепость из 7 фронтов, из которых 6 состояли из 7 бастионов и 6 куртин-люнетов и все 13 примыкали к окружному внутреннему валу. Протяженность линий, соединяющих исходящие углы составляла 2 420 сажень. Гарнизон крепости был определён в 4 500 человек, вооружение 569 орудий. На строительство крепости отводилось три года (1810—1812). Смета была сведена к 761 008 рублей. К установленному сроку проект было трудно осуществить и он не получил Высочайшего утверждения. Инженер-полковнику Гекелю было поручено предоставить новый проект, ещё более сложный, руководствуясь правилами французской инженерной школы. 3 августа инженер-полковником Гекелем был представлен новый проект по системе Вобана, усовершенствованный Кармонтанем и Мезерскою школой. Время было упущено, проект не был утверждён в срок. Наряженные для работ Минский, Кременчугский, Муромский, 4-й Егерский и Тобольский полки прибыли поздно. Работы по строительству начались в августе. Из Петербурга были высланы по одному мастеру каменных и плотничьих дел с подмастерьями, 100 вольных плотников и 25 кирпичеделов, дополнительно две пионерные роты, а из Кронштадта 100 артиллерийских лошадей. 7 октября 1810 года комендантом крепости назначен генерал-майор артиллерии Г. П. Уланов. 6 ноября 1810 года работы были прекращены, большая часть войск отправилась по зимним квартирам. К 15 апреля 1811 года для строительных работ прибыло ещё 26 комплектных батальонов. Строительные работы шли очень медленно из-за плохих подъездных дорог, несвоевременной поставки строительных материалов и шанцевого инструмента, жаркой погоды, неорганизованностью строительных команд. Весной 1812 года строительные работы были продолжены, однако к началу наступления армии Наполеона не были закончены.
Во время Отечественной войны 1812 года 1 июля 1812 года французские войска, под начальством Удино, в составе 3-х дивизий подошли к крепости и атаковали её. Гарнизон крепости насчитывавший около 2 500 человек, в составе 10 комплектных резервных батальонов и 4-х эскадронов самоотверженно отстаивал готовую к тому времени часть укреплений. Первая попытка французов овладеть Динабургом была отбита и 4 июля 1812 года французы отступили от крепости. Но 15 июля при приближении французской бригады Рикорда из корпуса Макдональда к Динабургу гарнизонные части оставили крепость без обороны и двинулись к Режице. Снятые с укреплений орудия были потоплены в реке, переправа уничтожена. Отряд Рикорда, взяв Динабург, непродолжительное время занимался срытием укреплений и уничтожением оставшихся средств обороны, а затем покинул крепость.
За период с 1810 по 1812 годы на строительные работы крепости было израсходовано 998 660 рублей. Крепость Динабург не принесла на тот момент пользу России, в связи с затянувшимися строительными работами и разрушенными оборонительными средствами.
После войны работы по ремонту и дальнейшему строительству крепости проводились под руководством специалистов Инженерного департамента Военного министерства Российской империи.
В 1830 году крепость Динабург вследствие вспыхнувшего польского восстания была переведена на военное положение. 24 марта (4 марта)1831 года из крепости на усмирение мятежников выступили батальоны егерских полков. Во второй половине 1831 года в крепость перенесён артиллерийский арсенал из Вильно в специально построенное для этого здание.
21 мая (2 июня) 1833 года в присутствии Государя Императора Николая I и высшего духовенства России состоялось освящение крепости.
В 1863 году вновь вспыхнул польский мятеж и крепость Динабург снова была переведена на военное положение. Для усиления вооружения в Динабургскую крепость из Ревельской (Таллинской) крепости были перевезены 258 орудий различного калибра и вида.
Строительные работы продолжались до 1878 года, хотя основной объём был закончен в 1864 году.
В 60-х — 70-х годах XIX века в крепости были выполнены работы по проводке водопровода, построению Водоподъёмного здания с паровой машиной и насосом, замощению всех улиц и некоторых внутренних дворов круглым булыжником, который местами можно увидеть и по сей день.
6(18)декабря 1869 года в крепости учреждён детский приют имени Великого князя Николая Александровича для сирот и солдатских детей, находившихся в рабочее время без родительского присмотра.
31 августа (11 сентября) 1869 года в крепости учреждён Виленский Окружной Артиллерийский склад и его управление.
С 1875 года свою деятельность начал «Динабургский местный комитет» Российского общества Красного Креста.
В 1881 году учреждена в крепости правительственная телеграфная станция.
Приказом по Военному ведомству в 1887 году в крепости учреждена крепостная пожарная команда. Так же в 1887 году сформирована Динабургская крепостная жандармская команда. Обе упразднены в 1914 году.
14(26) января 1893 года по Указу Александра III город и крепость меняют название на Двинск и Двинская крепость. 12(24) апреля 1897 года крепость становится крепостью-складом.

### XX век
В 1912 году поставлены в крепости из бывших ранее на вооружении крепости 12-и фунтовых чугунных орудий украшения перед собором и в крепостном центральном сквере (Комендантский сад) Памятник-фонтан «Слава русского оружия» (1912). В том же году в крепости введено электрическое освещение.

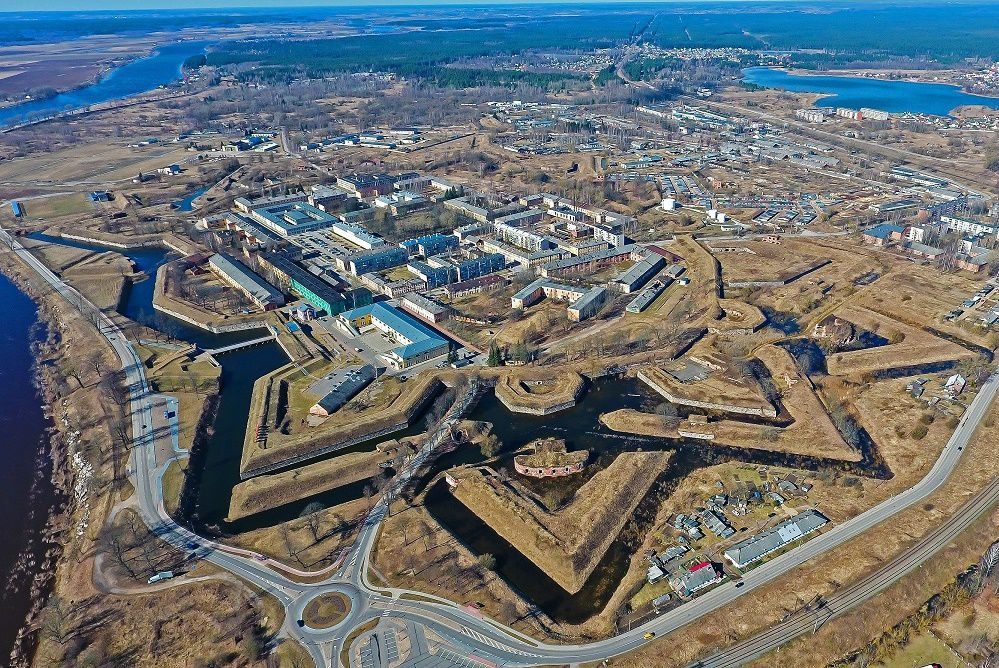
Динабургская крепость

В связи с обострением политической обстановки 14(26) июля 1914 года по Высочайшему повелению, сообщённому в телеграмме Командующего войсками Виленского Военного округа, крепость-склад Двинск была объявлена на военном положении. 23 июля (4 августа) 1914 года был образован Двинский Военный Округ. 29 июля (11 августа) 1914 года Окружные управления Двинского Военного Округа прибыли из Вильны в Двинск и разместились в крепости. Уже 21 августа (2 сентября) 1914 года управления вновь отбыли в Вильну.
С 1920 по 1940 год в крепости находились части латвийской армии, полки Земгальской дивизии. Вместе с ними размещались от 4 до 6 танков английской фирмы Vickers.
С 1941 по 1944 год в крепости находились части немецкой армии. В цитадели был организован лагерь для советских военнопленных «Stalag-340». В Мостовом прикрытии действовало еврейское гетто, в которое помещались евреи со всей округи для последующего расстрела в лесах Погулянки (современный район Даугавпилса «Межциемс»).

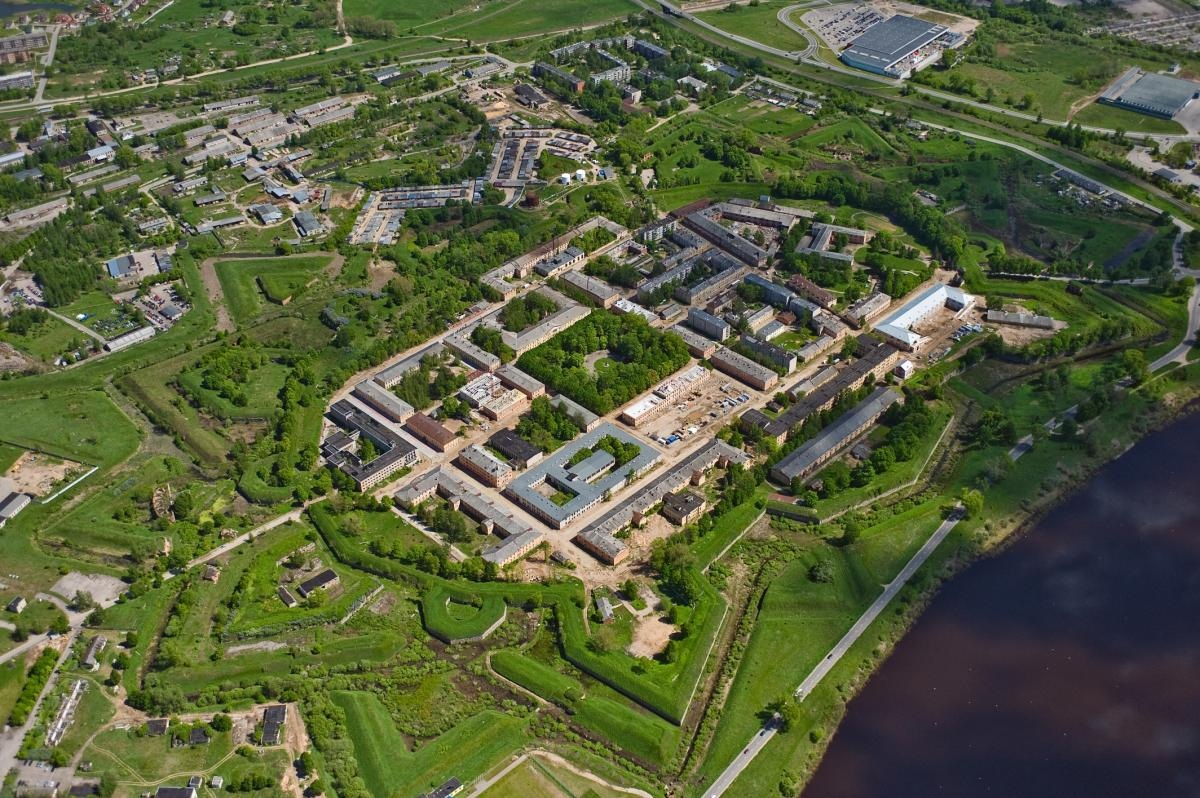
Динабургская крепость

В 1948—1993 годах в крепости размещалось военное училище.

### XXI век
В настоящее время крепость ожидала начала реновации инженерных сетей и улиц с 2010 года. В условиях экономического кризиса, сокращения госбюджета на 2010 год не исключено замораживание проекта переезда Даугавпилсского городского и районного управления полиции с передачей 5 зданий и постройкой ещё 4 для его нужд. Реновация улиц, коммуникаций и мостовых прошла в 2010—2013 годах. С 1 января 2008 года поменялись названия улиц (в основном были возвращены исторические названия) и нумерация зданий, новые таблички и номера размещены на зданиях.
Летом 2009 года по улицам проложены новые силовые электрические кабели, реконструированы электроподстанции.

Весной-осенью 2009 года силами краеведов и фонда «Исследователи Латгалии» проходила очистка крепостного защитного рва от мусора, самосева: кустов и деревьев. В 2010 — 2013 годах работа по очистке и уборке Крепости проводится, в основном, силами безработных, получающих стипендии в рамках проекта Европейского социального фонда.

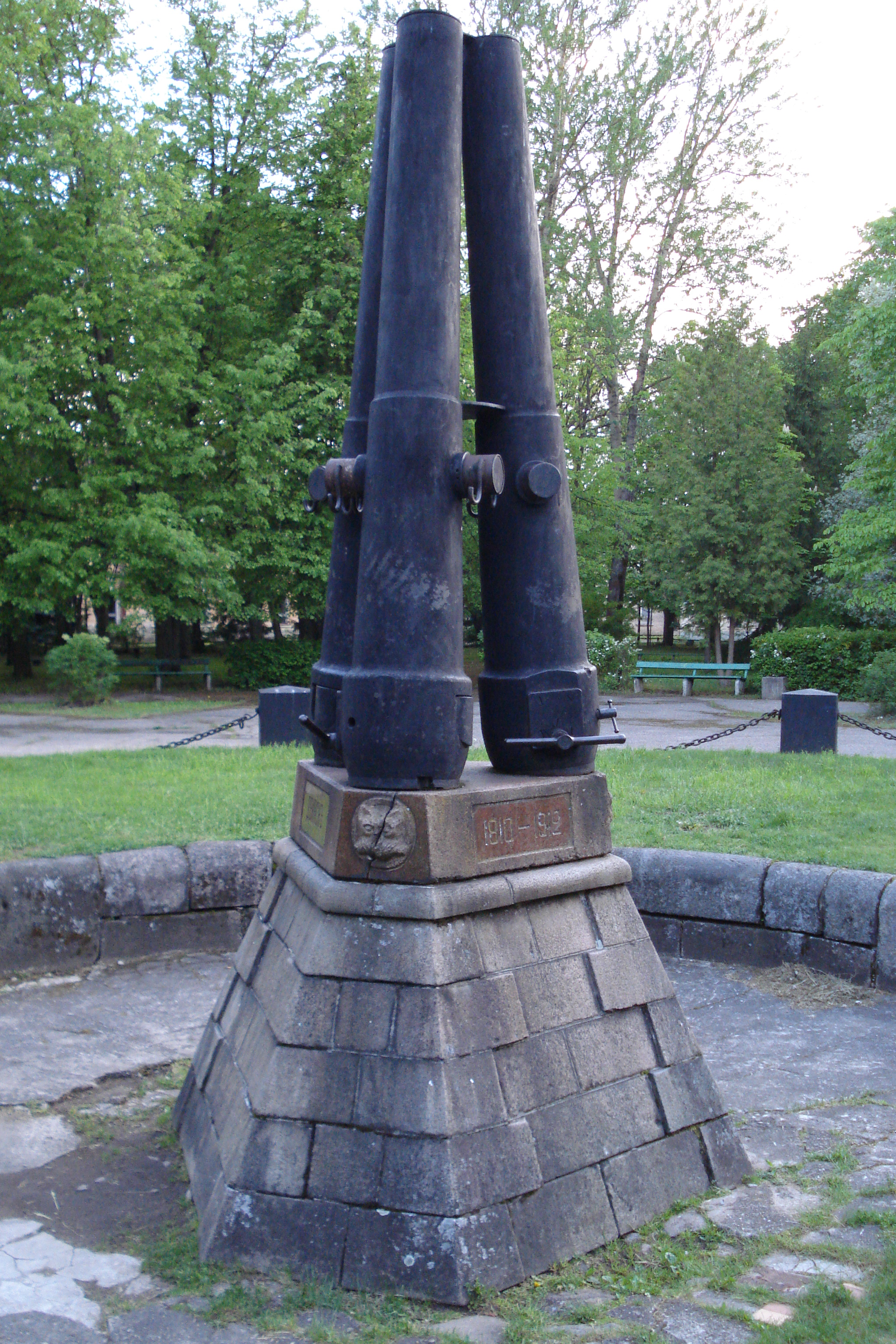
Фонтан из чугунных пушек, открытый к столетию Отечественной войны 1812 года

В апреле 29 дня 2011 года после реновации торжественно открыли Водоподъёмное здание — первое здание на территории Крепости, подвергнутое частичной реставрации, за всю историю. Здание построено в 1865-66 годах в стиле псевдоготики. Сейчас в «башне» (часто употребляемое название строения) работает Центр культуры и информации Динабургской крепости (структура Даугавпилсской городской думы) с двумя специалистами — управляющим Крепостью и экспертом во вопросам проектов. Позднее эксперт переведен в Департамент развития города.
С 2011 года в историческом жилом здании на ул. Михаила, 8 действует буддийский центр Алмазного пути линии Карма Кагью. Центр медитаций открыт для свободного посещения и ознакомления с историей дома.
В конце 2012 года в крепости закончилась реконструкция здания Артиллерийского арсенала: заменены инженерные сети; установлено новое освещение, системы микроклимата, сигнализации и пожаротушения; а также благоустроен большой участок земли, прилегающий к зданию. 24 апреля 2013 в нём открылся Центр искусств имени Марка Ротко.
Также в 2013 году к 20 декабря закончилась реставрация Николаевских ворот, восстановление части Николаевской улицы, её исторического профиля, воссоздание деревянного моста ведущего к Николаевским воротам и сооружение автостоянки.
20 апреля 2013 года сдана первая очередь по созданию комплекса зданий для нужд Латгальского регионального управления государственной полиции. Отремонтировано здание бывшего Комендантского управления по ул. Команданта 7, а также здание по ул. Константина 8. Открытие состоялось 20 июня 2013 года. Построено новое здание изолятора для места временного содержания по ул. Хоспиталя 3.
Летом 2018 года в здании бывшего провиантского магазина (продовольственного склада) по ул. Николая, 9 состоялось открытие художественной галереи-студии. Позже в этом же здании открылся магазин-салон исторической мебели (2 этаж) и постоянная экспозиция контрацепции и истории медицины.
С лета 2021 года в крепости существует услуга туристического электробуса на 7 человек, начало маршрута от Музея Великой войны, ул. Коменданта 1.
9 сентября 2021 года в Инженерный арсенал (Динабургская крепость) перевезли первый экспонат = вагон городского трамвая РВЗ № 60, реставрирован в депо ДС.
2 ноября 2021 года на променаде вдоль крепости, против 7 бастиона установили макет из бронзы, по плану 1867 года.
В ноябре 2021 года начат ремонт малого порохового погреба на дворе 8 бастиона — Николая,15, к концу года работы завершены.
В феврале 2022 года сдано в эксплуатацию здание Инженерного арсенала (ул. Императора, 8), где создан Центр техники и индустриального наследия .
В 2023 году 15 июля проведен 6 Фестиваль, после трех лет простоя, Динабург 1812. 13 июля 2024 состоялся 7 Фестиваль Динабург 1812.
18 апреля 2024 года/во Всемирный день памятников, на пяти зданиях крепости установлены специальные знаки.

## Коменданты крепости
Ниже представлены коменданты крепости (возможно не все):
- 1810—1812 Уланов Гаврила Петрович[11][12]
- 1813—1815 Рихтер Егор Христофорович
- 1815—1816 Розиниус Христиан Петрович[13], полковник из СПБ ополчения[14], С.258
- 1816—1822 Падейский Фёдор Фёдорович
- 1822—1846 Гельвиг Густав Карлович
- 1846—1862 Симборский Андрей Михайлович
- 1862—1863 Иолшин Александр Осипович
- 1863 (апрель—сентябрь) Кузьмин Василий Николаевич
- 1863—1865 Шульман Рудольф Густавович
- 1865—1866 Бельгард Валериан Александрович
- 1866—1879 Воронов Павел Алексеевич
- 1879—1882 Кутневич Борис Герасимович
- 1882—1884 Пиленко Георгий Васильевич
- 1884—1896 Грум-Гржимайло Пётр Моисеевич
- 1896—1897 Клименко Константин Васильевич
- 1897—1900 Горбенков Николай Матвеевич
- 1900—1906 Плюцинский Владимир Фёдорович
- 1906—1917 Львов Иван Николаевич — последний русский комендант[15]

## Управляющие крепости
Главные обязанности современного гражданского коменданта крепости — координировать все процессы, происходящие в Даугавпилсской крепости; в сотрудничестве с коммунальными службами организовывать работы по благоустройству крепости и содержанию её территории; коммуницировать с жителями крепости и собственниками имущества по актуальным вопросам и т. д.
- 2 мая 2011 года — 1 июля 2013 года — Дукшинский, Янис Янович
- с 26 июля по 11 сентября 2013 года обязанности управляющего временно исполнял Махлин, Артём Геннадьевич[16], эксперт по проектам Центра культуры и информации Даугавпилсской крепости при Даугавпилсской городской думе
- 12 сентября 2013 года — 1 августа 2021 года — Островский Янис Язепович[17][18]
- с 2 августа 2021 — 30 сентября 2023 — Дукшинский, Янис Янович
- 1 октября 2023 — настоящее время Махлин, Артём Геннадьевич

## Архитектура

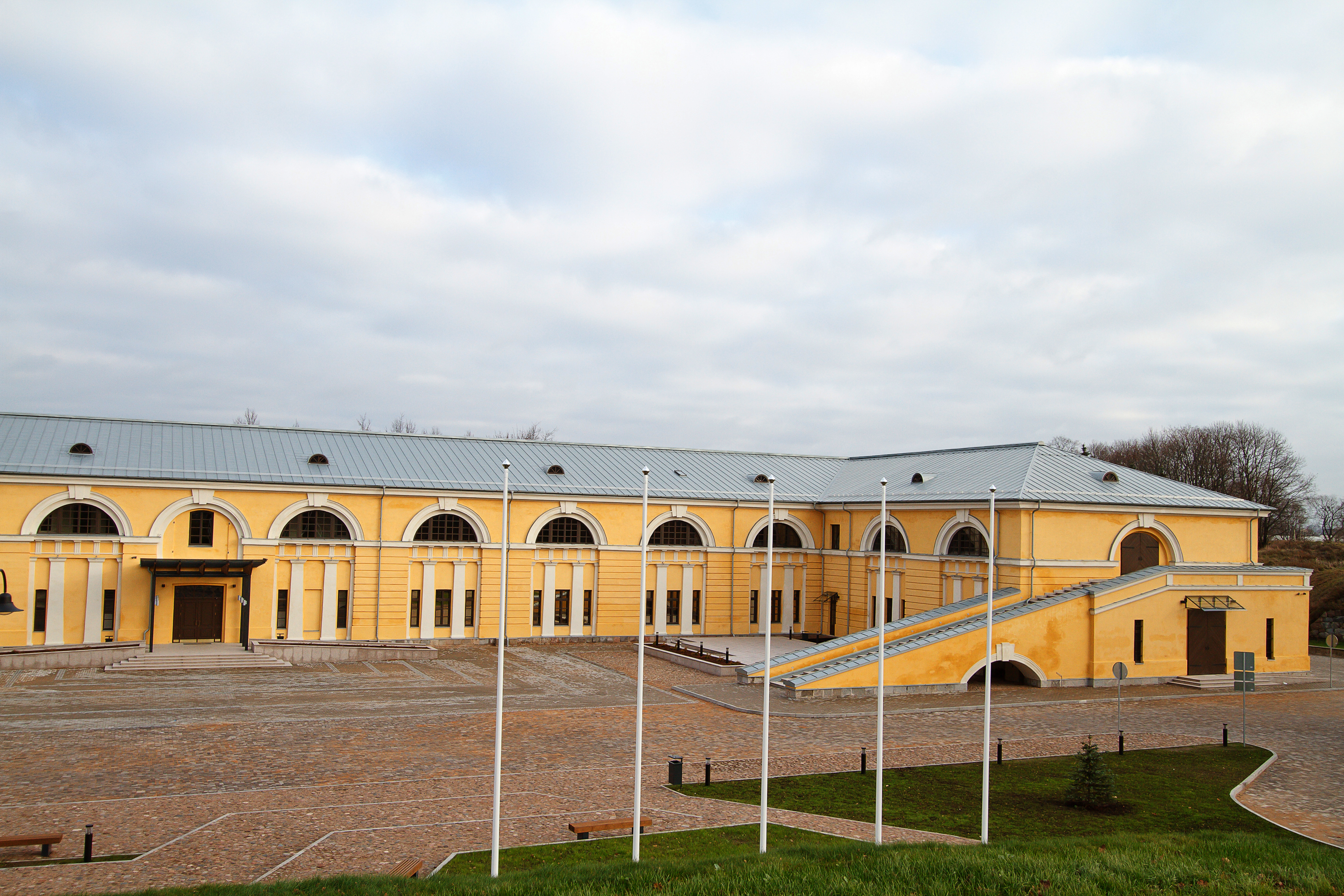
Артиллерийский арсенал

Единый ансамбль крепости располагается на обоих берегах реки: на левом берегу Мостовое укрепление, на правом — основная часть крепости (цитадель), их соединял наплавной понтонный деревянный мост через реку (первая постоянная переправа в Латгалии). Монументальная фортификационная система с обшитыми рваным и тёсаным камнем эскарпами главного вала, восемью бастионами, равелинами, казематами с мощными кирпичными сводами отличается строгостью и тщательностью исполнения.

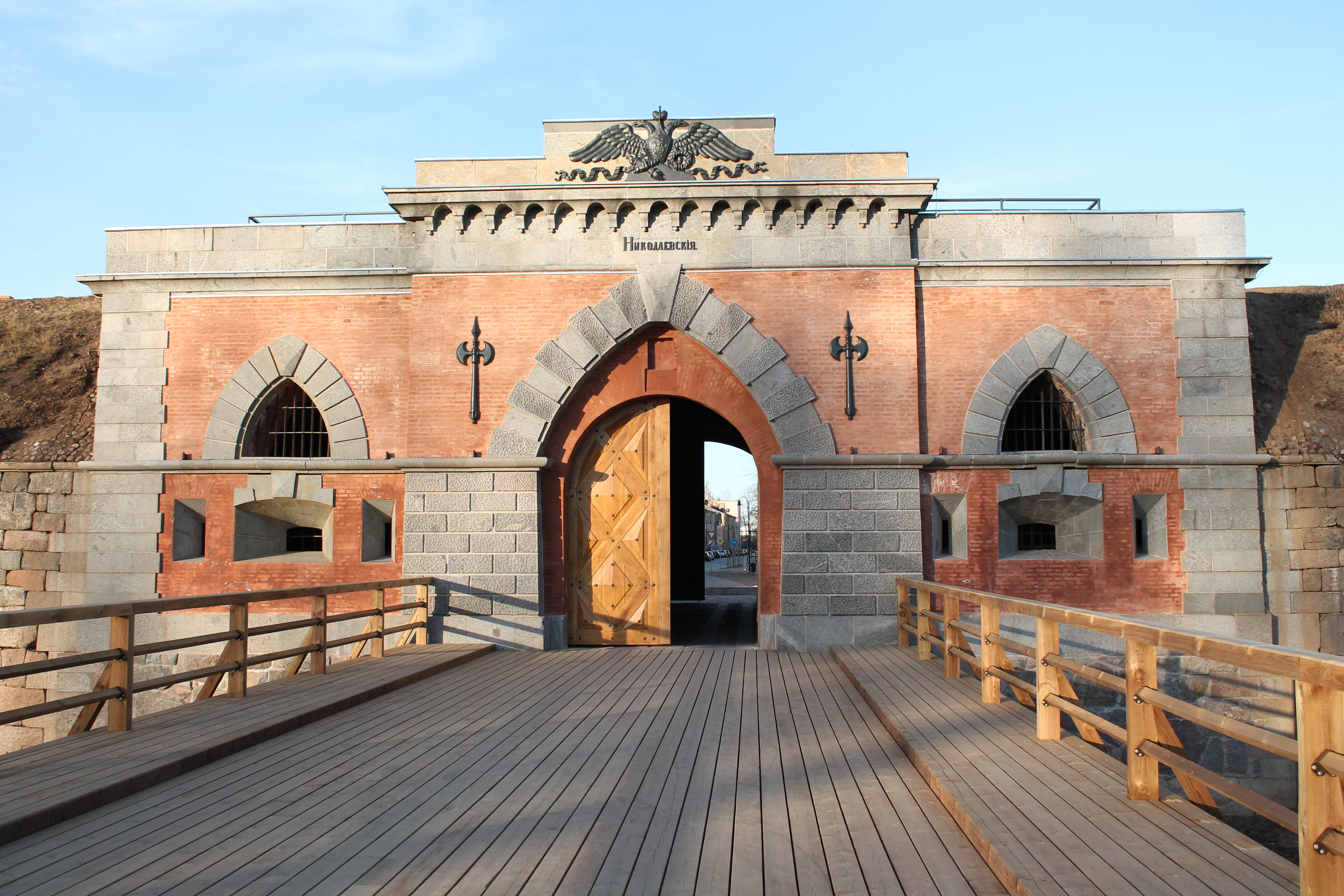
Николаевские ворота

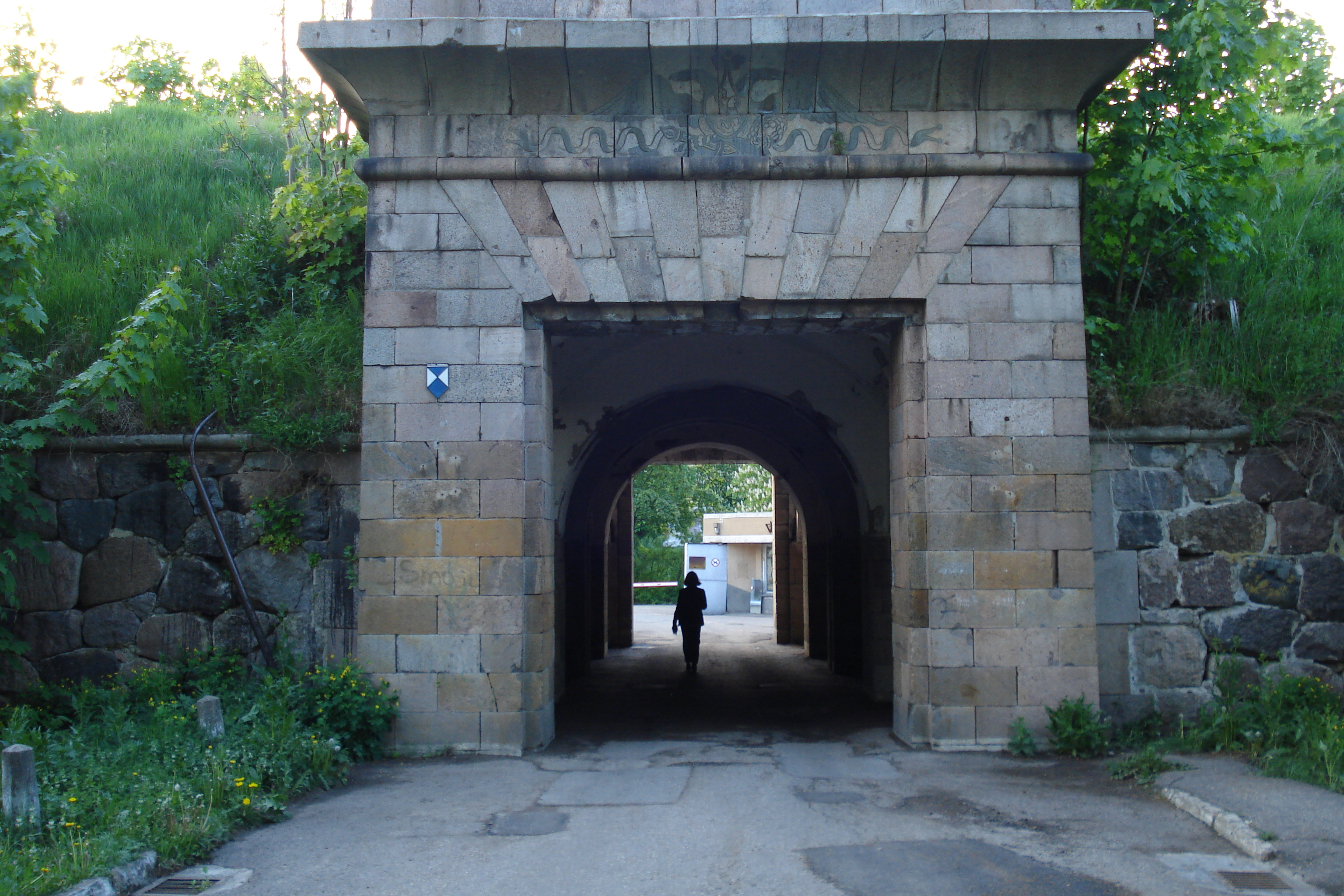
Михайловские ворота

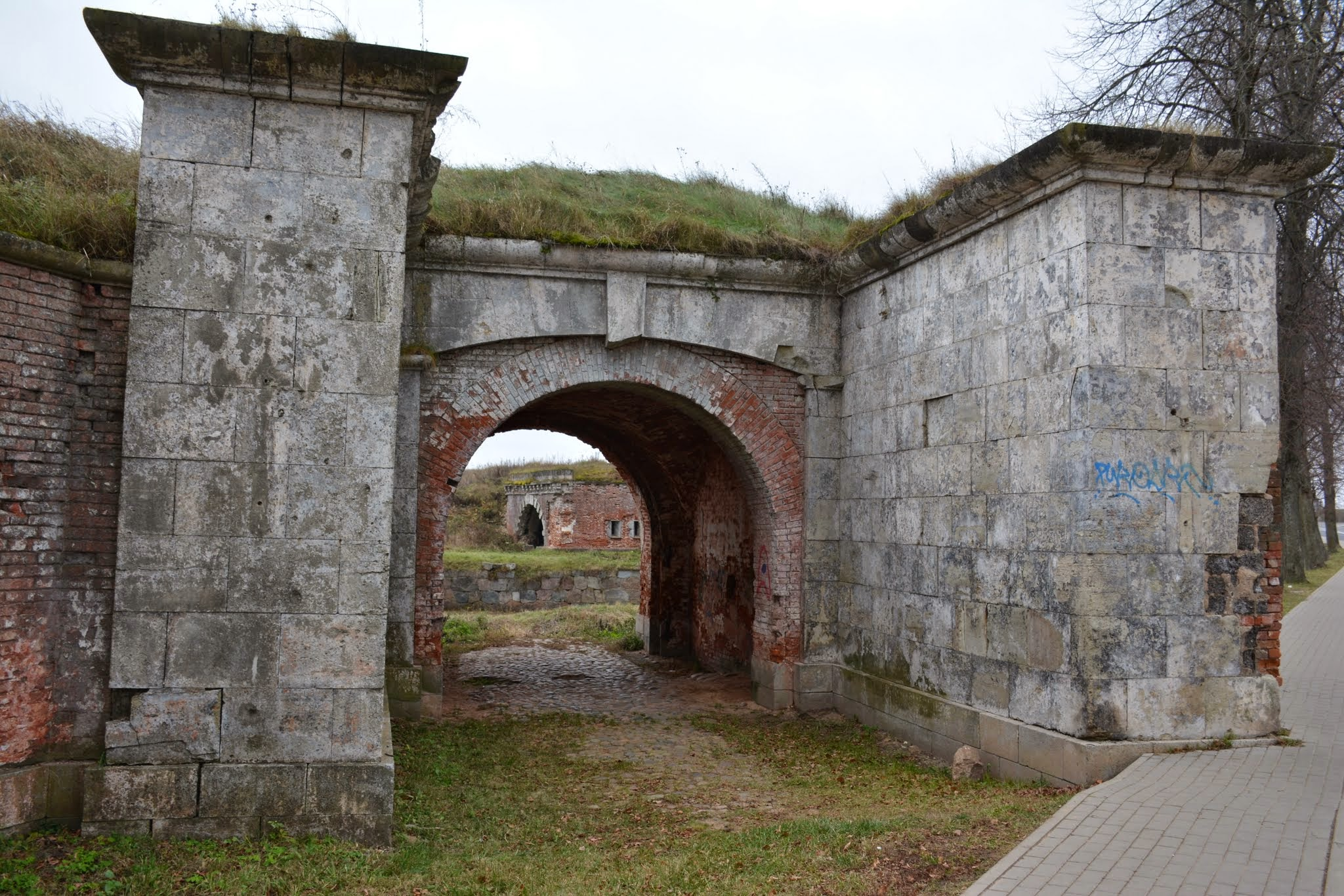
Промежуточные ворота

Крепость решена в виде укреплённого города: овальная в плане территория расчленена регулярными кварталами. Посреди кварталов расположена квадратная (150х150 м) плацпарадная площадь. Главная вертикальная доминанта возвышалась у этого ядра крепости и представляла собой двухбашенный костёл высотой 60 м с барочным декором (костёл в начале XIX века был обращён в православную церковь; во времена Первой Латвийской Республики службу проводили как для католиков, так и для лютеран и православных, в 1944 году храм был взорван). По детальному проекту застройки И. Х. Трузсона (1816) были проложены главные (шириной 21 м) и второстепенные (шириной 10 м) улицы, внутри которых располагались военные и частные постройки, выделенные в зоны.
Важнейшие двух- и трёхэтажные здания дома коменданта, штаба, артиллерийского и инженерного арсеналов, госпиталя на 1000 человек, солдатских казарм (Александровской, Константиновской и Николаевской), жилых домов командного состава, также четверо крепостных ворот сооружены по проектам архитектора А. Е. Штауберта. Их скупой декор составляют стереотипные детали, характерные для позднего классицизма. В оформлении южных Михайловских ворот и западных Николаевских ворот использованы мотивы египетской архитектуры и готики; образцом служили ворота прусской крепости в Кобленце — форта «Франц». Александровские ворота восточные и Константиновские ворота северные ворота были схожи по архитектуре. В 1962 году Константиновские ворота были разрушены для ввоза на территорию училища крупногабаритного оборудования. Ворота названы в честь императора Александра I и его братьев — Великих Князей.
В 2008 году по заказу городской Думы было проведено полномасштабное историко-культурное, архитектоническое и техническое исследование Николаевских ворот. В конце 2009 года был разработан технический проект реставрации ворот. В 2010 году проведено историко-культурное, архитектоническое и техническое исследование Александровских ворот.

## Известные личности, связанные с крепостью
- В 1817 крепость осмотрел начальник инженеров 1-й Армии генерал-майор Сиверс, составивший обстоятельную записку о необходимых изменениях в проекте крепости, которые впоследствии отчасти были осуществлены.
- 19 сентября 1818 года крепость удостоилась посещения императора Александра I, утвердившего на месте первый план форштадтов.
- В 1821 году крепость посетил генерал-лейтенант Опперман, который удостоверил значительный успех в проведении каменных работ по укреплению вала.
- 9 мая 1822 года император Александр I посетил крепость, за чем последовал целый ряд усовершенствований.
- С 12 по 14 мая 1822 крепость изучал прусский генерал фон Раух, о чём собственноручно заложил памятный камень в стену эскарпа 2-го полигона.
- В августе 1825 года посетивший крепость генерал-лейтенант Опперман донёс генерал-инспектору инженеров, что «кладка каменных стен и сводов настолько хороша, что лучшей и требовать нельзя».
- Великий князь Николай Павлович, будучи генерал-инспектором инженеров, пробывший в Динабурге с 1 по 8 сентября 1825 года, выразил своё полное удовлетворение по поводу всего увиденного в крепости.
- Двенадцать лет в Динабургской крепости прослужил литератор, поэт, переводчик Василий Алексеевич фон Роткирх.

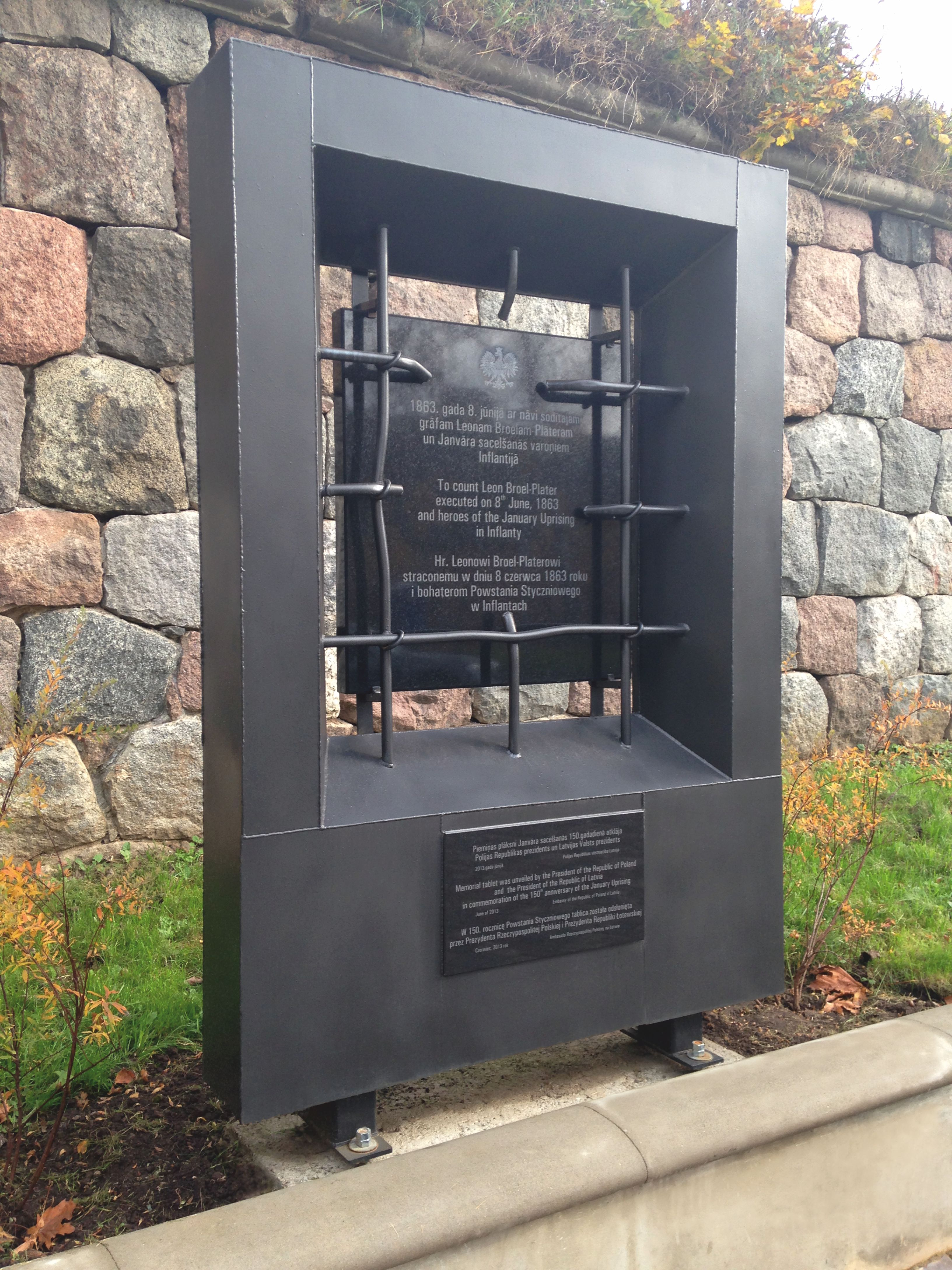
Памятник, посвящённый руководителю польского восстания 1863 г. графу Леону Броэлу-Плятеру. Автор Ромуальд Гибовский

- Почти четыре года (1827—1831) в крепости отбывал наказание поэт В. К. Кюхельбекер. Около восьми месяцев в 1912 году провёл в заключении в Двинской крепости Н. А. Морозов. Отбывали здесь заключение также В. А. Мякотин и А. В. Пешехонов.
- Святитель Игнатий (Брянчанинов) служил в Динабургской крепости с 1826 по осень 1827 года, после чего вышел в отставку.
- По подсчётам историков, император Николай I побывал в крепости не менее 15 раз, Александр II — не менее 9 раз, Александр III — ни разу не посещал крепость, а Николай II был здесь не менее 2 раз.
- В разные годы в крепости служили представители врачебной династии Войцеховских — Н. В. Войцеховский и его сын М. Н. Войцеховский.
- С 2 сентября по 15 октября 1942 года в концентрационном лагере «Шталаг-340» на территории крепости содержался Муса Джалиль — татарский поэт, Герой Советского Союза.
- 9 июня 2013 года в присутствии президентов Латвии и Польши — А. Берзиньша и Б. Коморовского — состоялось открытие памятной доски графу Л. Плятеру (скульптор Ромуальд Гибовский).

## Летучие мыши
В крепости обитает большая колония летучих мышей. Зимой ежегодно проводится их подсчёт: в 2019 их было 1992, в 2022 — 2153 особи.

## Память
- Выпущен в 2012 году памятный монетовидный жетон — посвящен Николаевским воротам крепости.
- Выпущена в 2020 году памятная марка в память 210-летия Динабургской крепости по инициативе Даугавпилсского клуба исторической реконструкции — Latvijas pasts, тираж 100 экз.[20].